# Ever Given
Ever Given è una nave portacontainer della classe Golden, tra le più grandi navi portacontainer del mondo. Di proprietà della Shoei Kisen Kaisha, una sussidiaria di Imabari Shipbuilding e gestita da Evergreen Marine, la Ever Given è registrata a Panama. La nave è nota poiché il 23 marzo 2021 si è incagliata nel Canale di Suez, rendendo il tratto impraticabile e creando così ritardi nell'economia mondiale, fino al 30 marzo seguente.

## Descrizione
Ever Given è una delle tredici navi portacontainer costruite secondo il progetto Imabari 20000 sviluppato dalla Imabari Shipbuilding. Con una lunghezza complessiva di 399,94 metri, la nave è una delle portacontainer più lunghe in servizio; una tale dimensione, unitamente a una larghezza di 58,8 metri e a un'altezza pari a 32,9 metri, le consente di avere una capacità di trasporto container pari a 20 124 TEU. A pieno carico, la stazza lorda della nave è pari a 220 940 tonnellate, a fronte di una stazza netta di 99 155, e il suo pescaggio arriva a 14,5 metri.
Come la maggior parte delle grandi navi portacontainer, la Ever Given è azionata da un unico motore diesel a due tempi accoppiato a un'elica a passo fisso. Il motore principale, un 11 cilindri fabbricato su licenza Mitsui-MAN B&W 11G95ME-C9, ha una potenza nominale di 59 300 kilowatt (79500 CV) a 79 giri al minuto e garantisce alla nave una velocità di servizio di 22,8 nodi (42,2 km/h). In aggiunta a questo, la nave è dotata di quattro generatori diesel ausiliari Yanmar 8EY33LW a 8 cilindri. Per facilitare le manovre nei porti, la Ever Given ha due propulsori di prua da 2 500 kilowatt e due eliche di manovra.

## Cronologia operativa

### Collisione ad Amburgo nel 2019
Il 9 febbraio 2019, la nave ha colpito e gravemente danneggiato un traghetto lungo 25 metri di proprietà della HADAG a Blankenese, vicino al porto di Amburgo. Due minuti dopo la collisione, fu emesso un divieto di traffico sul fiume Elba a causa dei forti venti.

### Blocco del Canale di Suez del 2021

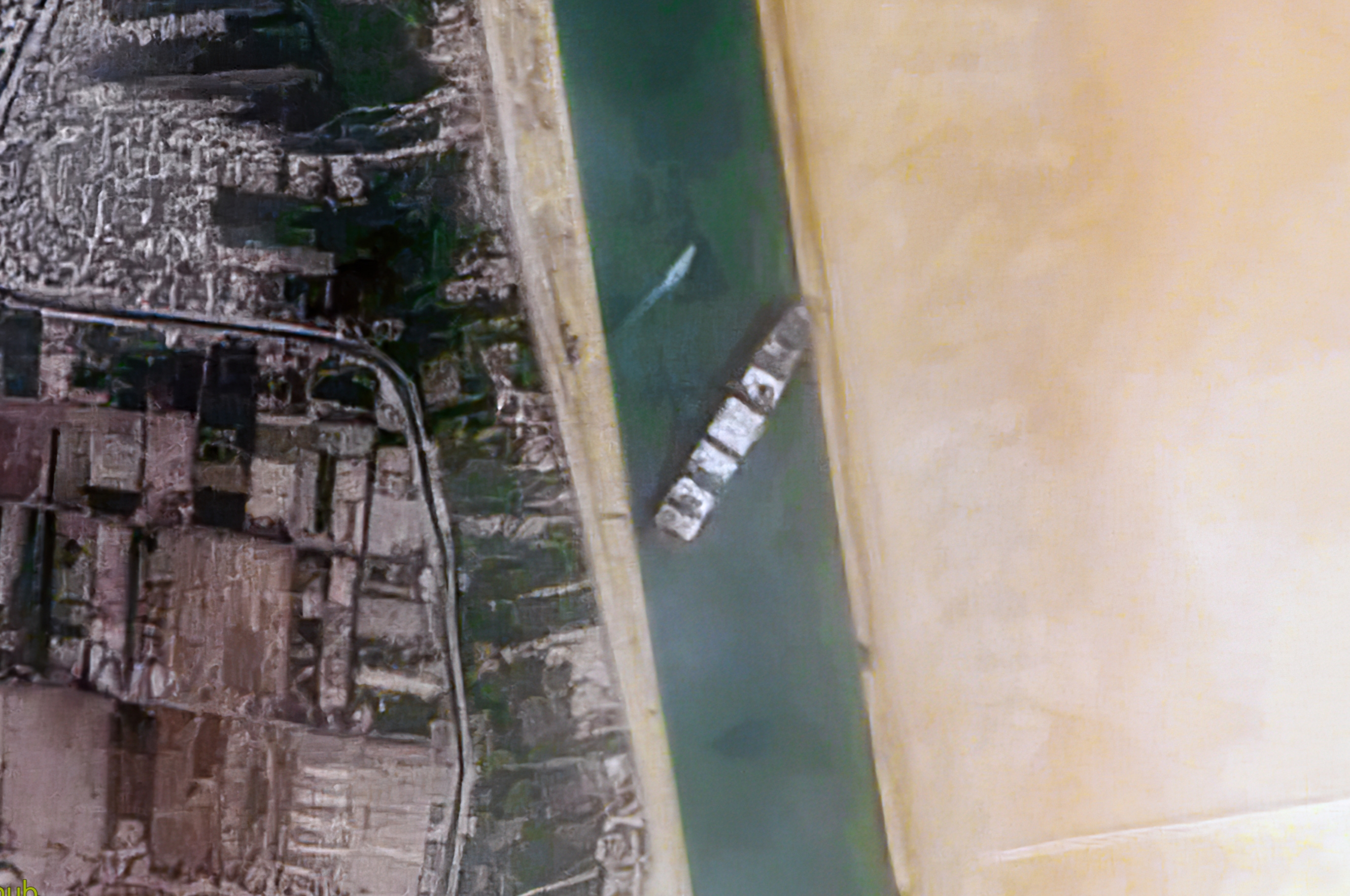
Una fotografia satellitare della Ever Given incagliata nel Canale di Suez.

Alle 07:40 locali (UTC+2) del 23 marzo 2021, la nave stava attraversando il Canale di Suez in rotta verso Rotterdam dal porto di Yangshan quando si è incagliata, intraversandosi di lato e bloccando il canale. Evergreen Marine, l'azienda taiwanese che ha in gestione la nave, ha affermato che la Ever Given, che era la quinta di un convoglio di venti navi diretto a nord, si era incagliata a causa di forti venti inaspettati. L'incidente, che stando alle dichiarazioni di Evergreen Marine non ha provocato feriti tra i 25 membri dell'equipaggio, ha causato il blocco del traffico in entrambe le direzioni, provocando un ingorgo di quasi quattrocento navi e la preoccupazione di molti esperti commerciali per una crisi di approvvigionamento causata dal ritardo indefinito non solo delle navi intrappolate, che si temeva potessero anche diventare bersagli di attacchi di pirati, ma di qualsiasi nave che avrebbe dovuto attraversare il Canale di Suez.

La mattina del 29 marzo 2021, dopo quasi una settimana di lavoro la nave è stata disincagliata anche grazie all'arrivo di due rimorchiatori, l'italiano Carlo Magno e l'olandese Alp Gard, che si sono aggiunti agli altri otto già impegnati nell'operazione, e a favorevoli condizioni di marea. Una volta liberata, la nave è risultata in grado di galleggiare ed è stata posta in una direzione vicina a quella prevista per la giusta rotta, attendendo nuove condizioni di marea favorevole per poter ricominciare la movimentazione e quindi la navigazione.

Nel pomeriggio dello stesso giorno, alle 15:05 locali, la nave è stata dichiarata definitivamente libera, e la Ever Given è stata quindi rimorchiata fino al Grande Lago Amaro, per essere sottoposta a ispezioni tecniche. Dopo che anche il canale è stato ispezionato in cerca di eventuali danni, il traffico navale è ripreso a partire dalle ore 19:00 locali (17:00 UTC).
Il 13 aprile, l’Autorità del Canale di Suez (SCA) ha annunciato il sequestro della nave su ordine del tribunale fino a quando i proprietari non avessero pagato 900 milioni di dollari di danni. Il 4 luglio 2021 il quotidiano tedesco Der Spiegel ha riferito che l’armatore e la SCA avevano raggiunto un accordo sul risarcimento, sebbene l'importo non fosse specificato. La nave è quindi partita dal Canale di Suez il 7 luglio per il programmato scarico delle merci in diversi porti europei.